# Belinț

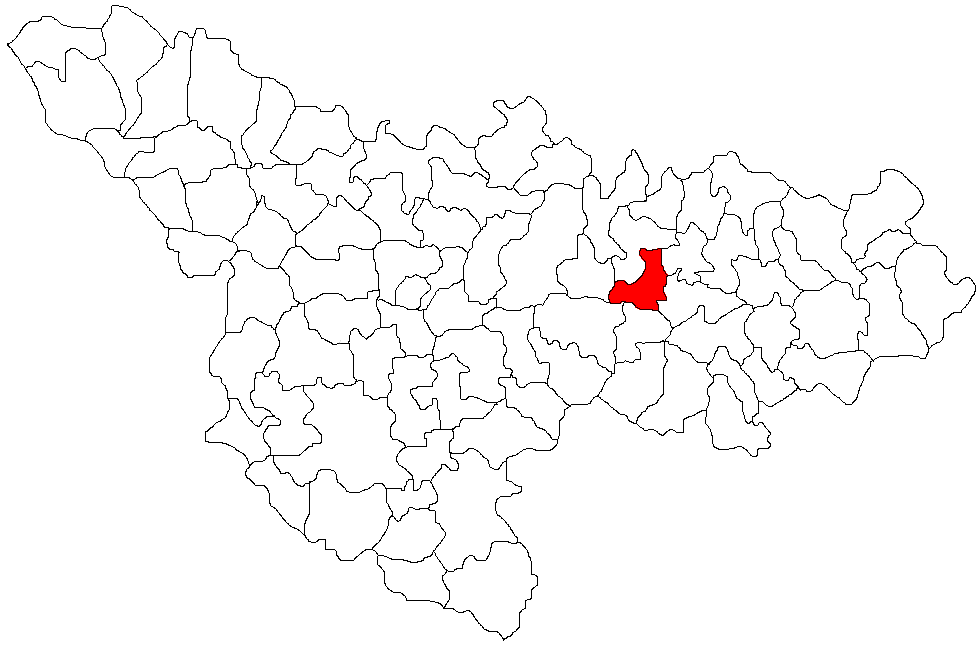
Lage der Gemeinde Belinț im Kreis Timiș

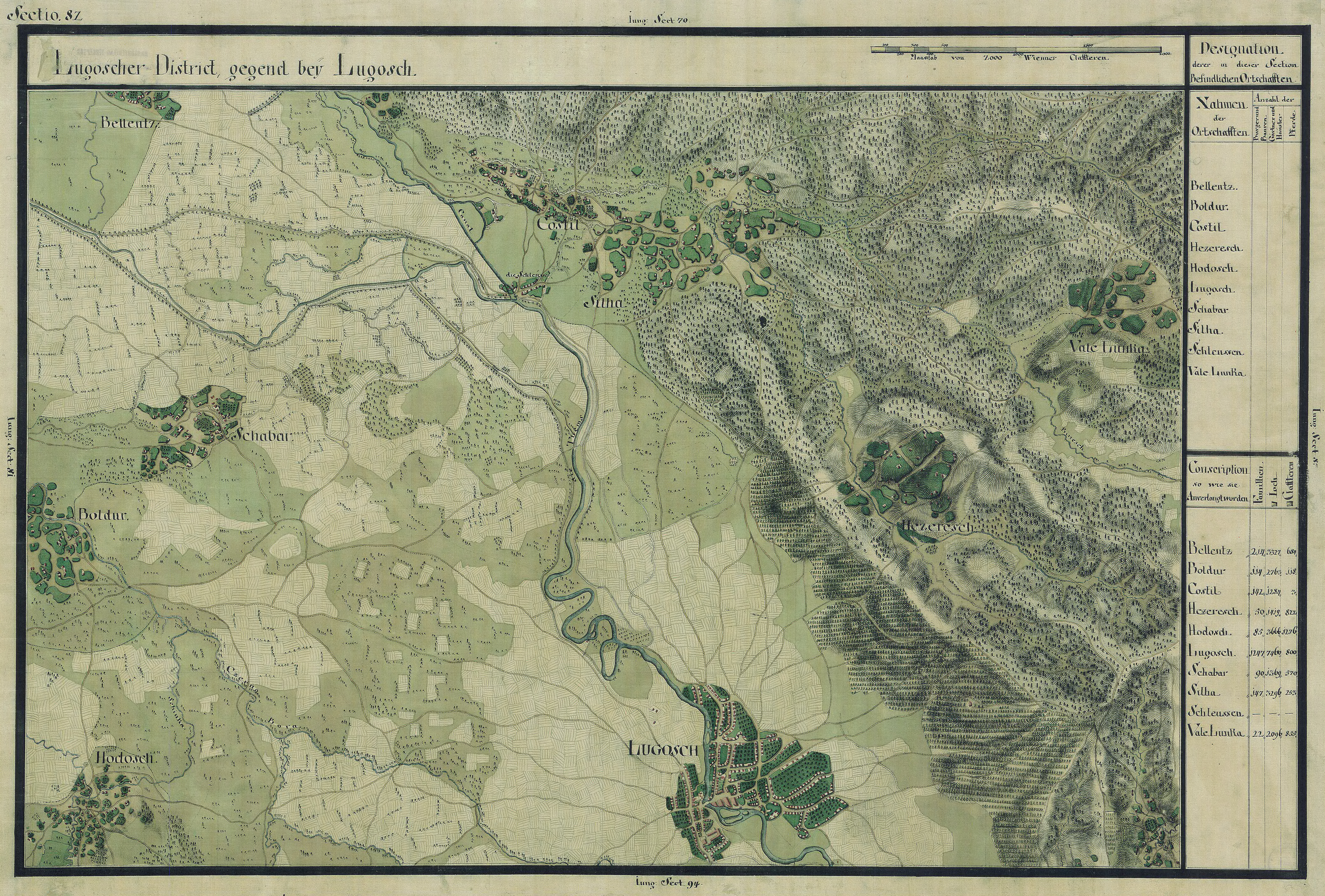
Belinț auf der Josephinischen Landaufnahme (1769–1772)

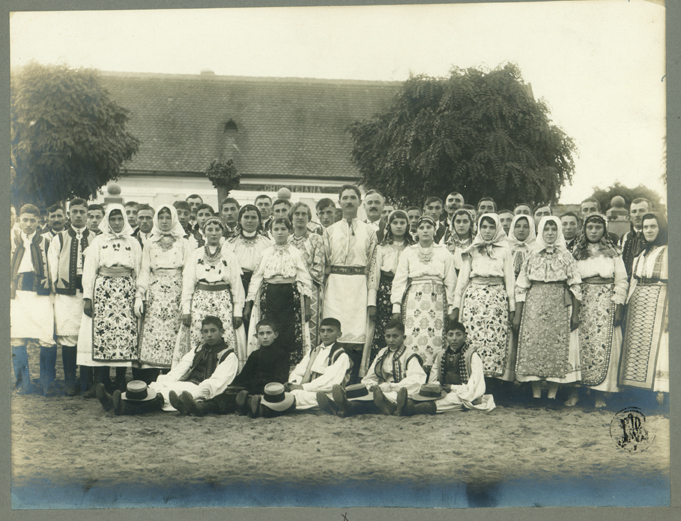
Chor aus Belinṭ

Belinț (deutsch Belintz oder Belentz, ungarisch Belence) ist eine Gemeinde im Kreis Timiș, in der Region Banat, im Südwesten Rumäniens. Zur Gemeinde Belinț gehören auch die Dörfer Babșa, Chizătău und Gruni.

## Geografische Lage
Belinț liegt im Osten des Kreises Timiș, an der Nationalstraße DN6, in 14,5 Kilometer Entfernung von Lugoj und 45,5 Kilometer von der Kreishauptstadt Timișoara.

## Nachbarorte
| Șanovița      | Babșa                                       | Târgoviște |
| Chizătău      | Kompassrose, die auf Nachbargemeinden zeigt | Coșteiu    |
| Ohaba-Forgaci | Boldur                                      | Jabăr      |

## Geschichte
Im 10. Jahrhundert gehörte Belinț zu dem Wojewodat Glad und danach zu dem Distrikt Belu. 
Der Ortsname hatte im Laufe der Jahrhunderte verschiedene Schreibweisen; 1285 Becl, 1368 Belenche, 1482 Belincz, 1723 Bellinz, 1828 Belintz, 1869 Belintiu, 1913 Belencze.
In einem Osmanischen Defter von 1554 zählte der Ort 34 Häuser. Belinț ul de Jos und Belinț ul de Sus gehörten in dieser Zeit der Familie Horasty. Auf der Mercy-Karte war Belintz ein von Rumänen bewohnter Ort und gehörte zum Distrikt Lugoj. Nach dem Frieden von Passarowitz (1718), als das Banat eine Habsburger Krondomäne wurde, war Belintz Teil des Temescher Banats. 1782 kauften Nicolae Defcics und Mihai Conrad die Domäne von der Wiener Hofkammer und 1892 befand sich Belintz im Besitz der Familie Iankovici (Doctorovics).
Nach dem Österreichisch-Ungarischen Ausgleich (1867) wurde das Banat dem Königreich Ungarn innerhalb der Doppelmonarchie Österreich-Ungarn angegliedert.
Anfang des 20. Jahrhunderts fand das Gesetz zur Magyarisierung der Ortsnamen (Ga. 4/1898) Anwendung. Der amtliche Ortsname war Belence. Die ungarischen Ortsbezeichnungen blieben bis zur Verwaltungsreform von 1923 im Königreich Rumänien gültig, als die rumänischen Ortsnamen eingeführt wurden.
Am 4. Juni 1920 wurde das Banat infolge des Vertrags von Trianon dreigeteilt. Der größte, östliche Teil, zu dem auch Belinț gehört, fiel an das Königreich Rumänien.

## Demografie
Die Bevölkerungsentwicklung der Gemeinde Belinț:
| 1880 | 6590 | 6308 | 71  | 169 | 42  |
| 1910 | 6176 | 5432 | 518 | 165 | 61  |
| 1930 | 4981 | 4476 | 329 | 130 | 46  |
| 1977 | 4098 | 3998 | 46  | 33  | 21  |
| 2002 | 3045 | 2990 | 31  | 18  | 6   |
| 2021 | 2410 | 2156 | 8   | -   | 246 |